# Charles Binamé
Charles Binamé (ur. 1949 w Herve w Belgii) – belgijsko-kanadyjski reżyser i scenarzysta filmowo-telewizyjny. Laureat Kryształowego Globusu za Najlepszy film dla Le Coeur au poing (1998).